# Racquel Moses
Racquel Moses est ambassadrice mondiale de la Convention-cadre des Nations Unies sur les changements climatiques (CCNUCC) et directrice générale du Caribbean Climate-Smart Accelerator (CCSA). Moses représente la région à la COP26-28 ou elle présente un tableau de bord climatique pour évaluer le statut et les progrès des pays à la COP26, et une carte climatique intelligente pour la région des Caraïbes à la COP28,.
Grâce au Caribbean Climate-Smart Accelerator, Moses connecte les gouvernements, les pays, les bailleurs de fonds, les investisseurs, les développeurs de technologies et les parties prenantes pour soutenir un large éventail d'initiatives de développement et de mise en œuvre dans la région des Caraïbes. Les projets incluent les systèmes de transport en commun, l'utilisation de l'électricité ou de l'hydrogène pour les véhicules, la durabilité alimentaire, l'assainissement des déchets plastiques, la réutilisation du plastique dans le béton et l'utilisation durable des ressources océaniques,.
Moses pratique le marathon.

## Biographie

### Enfance, éducation et débuts
Racquel Goddard (plus tard Moses) nait à Barataria, Trinité-et-Tobago. Elle fréquente l'école secondaire Bishop Anstey et s'intéresse à la psychologie organisationnelle et au droit avant de terminer sa maîtrise en gestion de la technologie au Georgia Institute of Technology en 2000.

### Carrière
Sous son nom de jeune fille Racquel Goddard, Moses est vice-présidente régionale des ventes aux entreprises chez LIME Jamaïque en 2012 et vice-présidente régionale de Fujitsu Caraïbes. En Jamaïque, elle fonde iDaedle Consulting Ltd. En tant que directrice générale d'iDaedle, elle participe au 5ème Forum mondial sur l'innovation et l'entrepreneuriat technologique, organisé par infoDev à East London, en Afrique du Sud en 2013,.
Moses devient présidente de l'Agence de promotion des investissements de Trinité-et-Tobago (InvesTT) le 25 novembre 2013. Moses améliore de 77 % le score de l'agence à la Banque mondiale. Elle recoit des récompenses reconnaissant la performance de classe mondiale de l'agence sous sa direction.
En 2017, Moses est directrice de Microsoft Trinité-et-Tobago,. En 2018, elle devient directrice régionale du secteur public de Microsoft Caraïbes.
En 2017, Moses reçoit une nomination au Comité olympique de Trinité-et-Tobago (TTOC) ou elle a siège au conseil d'administration et en tant qu'administrateur. En mars 2024, elle prononce le discours principal lors de la neuvième conférence Sport Industry TT du Comité olympique de Trinité-et-Tobago. Le thème de la conférence était « L'impact environnemental du sport ».
Moses décide de se concentrer sur la lutte contre le changement climatique après la naissance de sa fille en 2018. Le 9 août 2018 voit l'annonce de la création du Caribbean Climate-Smart Accelerator (CCSA) avec le soutien de la Banque interaméricaine de développement (BID), du groupe Virgin et de la Banque mondiale, en partie en réponse à la dévastation des ouragans Maria et Irma en 2017. Le 9 janvier 2019, Moses rejoint le CCSA, en tant que Pdg.
Le CCSA devient une entité à but non lucratif à partir de 2020. La coalition représente 28 pays des Caraïbes et plus de 40 millions de personnes. Au compte du CCSA, Moses s’efforce de faire correspondre les projets intelligents face au climat avec différents types de financement philanthropique: subventions, prêts et investissements. Le CCSA soutient également des projets par l'intermédiaire de son comité consultatif financier et de ses forums pour les investisseurs,. Il agit à titre de proposant officiel pour le prix annuel Earthshot.
Moses travaille avec le Caribbean Renewable Energy Forum (CREF) et son Island Resilience Action Challenge (IRAC), créé en 2019,,. L'IRAC est une initiative annuelle réunissant les parties prenantes insulaires pour parvenir à un consensus et agir sur des solutions pour lutter contre le changement climatique. Elle a le soutien de l'Advanced Energy Group et la Banque de développement des Caraïbes,.
L'une des initiatives de l'IRAC est l'élaboration d'un tableau de bord de la résilience qui peut être utilisé pour évaluer à la fois les engagements et les réalisations des pays en matière d'adaptation et d'atténuation du changement climatique. Moses partage ce tableau de bord au niveau international lors de la COP26,. Une autre étape est l’élaboration d’une carte climatique intelligente qui suit les données sur l’action climatique de 28 pays de la région des Caraïbes,,,. Son élaboration connait un partenariat entre le CCSA et Price Waterhouse Coopers (PwC). Moses le présente lors de la COP28 à Dubaï,.
Lors de la COP28, en plus de présenter des solutions innovantes et de plaider en faveur du financement de la résilience climatique, Moses soutient la mise en œuvre du Fonds pour les pertes et dommages. La région des Caraïbes est un contributeur net de moins de 1 % aux émissions mondiales de carbone, mais souffre de manière disproportionnée des événements météorologiques défavorables. Les dégâts dans la région représentent près de 40 % du total des dégâts mondiaux. Il existe un fort soutien en faveur de la conversion aux sources d’énergie renouvelables et de l’indépendance énergétique dans la région. Plus de la moitié des pays des Caraïbes visent à produire plus de 50% de leur électricité à partir d’énergies renouvelables et 10 pays visent à produire 100% de leur électricité à partir d’énergies renouvelables. Le Costa Rica atteint son objectif de 100% d'énergies renouvelables et le Suriname, son objectif de 35 % en 2023.
À partir de 2021, Moses devient ambassadrice mondiale de Race to Zero & Race to Resilience des Nations Unies. Parmi les autres ambassadeurs mondiaux figuraient Michael Bloomberg, Susan Chomba et Saleemul Huq. Moses est la seule des ambassadeurs mondiaux à venir d'un petit État insulaire en développement (PEID).
Moses fait partie du jury des Island Innovation Awards, décernés pour la première fois par Island Innovation et la Clinton Global Initiative en 2021.

## Prix et récompenses
- 2013, Prix de l'innovation de la Banque mondiale[35]